# Pubertet
Pubertet  (lat. pubertas, pubes: zrelost, stidne dlake) je vremensko razdoblje (proces) u čovjekovu životu u kojem do tada spolno nedozreli dječaci i djevojčice prolaze kroz promjene čiji je rezultat tijelo spolno sposobno za reprodukciju te fizičko sazrijevanje na putu do odraslih muškarca i ženu. 
Pubertet pokreću hormonski signali koje mozak šalje do spolnih žlijezda, odnosno do jajnika u djevojčica, i do testisa u dječaka. Kao odgovor na navedene signale, spolne žlijezde proizvode hormone koji potiču libido te rast, funkciju i transformaciju mozga, kostiju, mišića, krvi, kože, kose, dojki i spolnih organa. Tjelesni rast - visina i težina - ubrzava se u prvoj polovici puberteta i završava kad se dosegne razvoj odraslog tijela. Prije puberteta, vanjski spolni organi, poznati kao primarne spolne osobine, odgovorni su za razlikovanje dječaka od djevojčica. Pubertet dovodi do spolnog dimorfizma kroz razvoj sekundarnih spolnih osobina, koje dodatno razlikuju spolove. 

## Tjelesne promjene
Kod ženskog spola dolazi do prve menstruacije i ovulacije, tjelesne promjene su zaobljavanje bokova, rast grudi, rast cijelog tijela, rast stidnih dlačica i pazušnih dlačica, produbljenje glasa (mutacija) i dr. 
Kod muškog spola penis postaje sposoban za erekciju i ejakulaciju, a pojavljuju se i polucije (spontana ejakulacija tijekom sna). Tjelesne promjene su širenje ramena, rast cijelog tijela, rast stidnih dlačica, pazušnih dlačica, brade kao i terminalnih dlaka na prsima, dlaka na nogama, povećanje Adamove jabučice i dr.
Među morfološkim promjenama u veličini, obliku, sastavu i funkcioniranju pubertetskog tijela primjetan je razvoj sekundarnih spolnih obilježja, "popunjavanje" djetetovog tijela; od djevojke do žene, od dječaka do muškarca.  Dolazeći od latinskog puberatum (dob zrelosti), riječ pubertet opisuje fizičke promjene u spolnom sazrijevanju, a ne psihosocijalno i kulturno sazrijevanje označeno izrazom adolescentni razvoj u zapadnoj kulturi, gdje je adolescencija razdoblje mentalnog prijelaza iz djetinjstva u odraslo doba, koje se preklapa s velikim dijelom razdoblje puberteta tijela.

## Razlike između muškog i ženskog puberteta
Dvije najznačajnije razlike između puberteta kod djevojčica i puberteta kod dječaka su dob u kojoj počinje, i glavni spolni steroidi, androgeni i estrogeni.
Iako postoji širok raspon normalne dobi u kojoj počinje pubertet, djevojčice obično počinju s pubertetom oko 10-11 godina, a završavaju s pubertetom oko 15-17; dječaci počinju oko 11-12 godina, a završavaju oko 16-17. Djevojke postižu reproduktivnu zrelost oko četiri godine nakon prvih fizičkih promjena u pubertetu. Nasuprot tome, dječaci sporije ubrzavaju, ali nastavljaju rasti oko šest godina nakon prvih vidljivih pubertetskih promjena. Svako povećanje visine nakon dobi nakon puberteta je neuobičajeno.
Za dječake, androgeni testosteron je glavni spolni hormon; dok se proizvodi testosteron, sve dječakove promjene okarakterizirane su kao virilizacija. Značajan proizvod metabolizma testosterona u muškaraca je estradiol. Pretvorba testosterona u estradiol ovisi o količini tjelesne masti, a razine estradiola u dječaka su tipično mnogo niže nego u djevojčica. Muški "skok rasta" također počinje kasnije, sporije se ubrzava i traje dulje prije spajanja epifiza. Iako su dječaci u prosjeku 2 centimetara (0.8 inča) niži od djevojaka prije početka puberteta, odrasli muškarci u prosjeku su oko 13 centimetara (5.1 inča) viši od žena. Većina ovih spolnih razlika u odrasloj dobi pripisuje se kasnijem naletu rasta i sporijem napredovanju do kraja, izravnom posljedicom kasnijeg porasta i smanjenja razine estradiola u odraslih muškaraca.
Hormon koji dominira ženskim razvojem je estrogen zvan estradiol. Dok estradiol potiče rast dojki i maternice, on je također glavni hormon koji potiče nalet rasta puberteta, sazrijevanje i zatvaranje epifize. Razina estradiola raste ranije i doseže višu razinu u žena nego u muškaraca.
Hormonsko sazrijevanje djevojčica znatno je složenije nego u dječaka. Glavni steroidni hormoni, testosteron, estradiol i progesteron, kao i prolaktin, igraju važne fiziološke funkcije u pubertetu. Sterogeneza gonada kod djevojčica počinje proizvodnjom testosterona koji se obično brzo pretvara u estradiol unutar jajnika. Međutim, stopa konverzije iz testosterona u estradiol (potaknuta ravnotežom FSH/LH) tijekom ranog puberteta vrlo je individualna, što rezultira vrlo različitim obrascima razvoja sekundarnih spolnih obilježja. Proizvodnja progesterona u jajnicima započinje razvojem ovulacijskih ciklusa u djevojčica (tijekom lutealne faze ciklusa), prije puberteta niske razine progesterona proizvode se u nadbubrežnim žlijezdama i dječaka i djevojčica.

## Početak puberteta
Pubertetu prethodi razdoblje predpuberteta u dobi od 6-10 godina. Predpubertet je ponekad popraćen ranom pojavom aksilarnih i stidnih dlaka. Prva androgena dlaka koja je posljedica predpuberteta također može biti prolazna i nestati prije početka pravog puberteta.

### Učinci ranog i kasnog početka puberteta
Nekoliko studija o pubertetu ispitivalo je učinke ranog ili kasnog početka puberteta kod muškaraca i žena. Općenito, djevojke koje kasno uđu u pubertet imaju pozitivne ishode u adolescenciji i odrasloj dobi, dok djevojke koje rano uđu u pubertet doživljavaju negativne ishode. Dječaci koji su imali ranije vrijeme puberteta općenito imaju više pozitivnih ishoda u odrasloj dobi, ali više negativnih ishoda u adolescenciji, dok obrnuto vrijedi za kasnije doba puberteta.

## Djevojke u pubertetu
Rezultati su općenito pokazali da rani početak puberteta kod djevojčica može biti psihološki štetan. Glavni razlog ovog štetnog učinka je pitanje osobne slike o tijelu. Kako se fizički razvijaju, dobivaju na težini na nekoliko područja tijela, djevojčice u ranom sazrijevanju obično izgledaju veće od djevojčica koje još nisu ušle u pubertet. Kao rezultat društvenog pritiska da budu mršave, djevojčica koja rano sazrijeva može razviti negativnu sliku o svom tijelu. Osim toga, ljudi mogu zadirkivati djevojke zbog njihovih vidljivih dojki, prisiljavajući djevojčicu u ranom sazrijevanju da odjećom sakrije dojke. Iskustvo ranog sazrijevanja može dovesti do nižeg samopoštovanja, veće depresije i lošijeg imidža o tijelu kod djevojčica u ranom sazrijevanju.
Nadalje, budući da ih fizičke i emocionalne razlike izdvajaju od ljudi u istoj dobnoj skupini, djevojke u ranom sazrijevanju razvijaju odnose sa starijim osobama. Na primjer, neke djevojke u ranom sazrijevanju imaju starije momke, "privučene ženskim stasom djevojčica i djevojačkom nevinošću". Iako bi stariji dečko mogao poboljšati popularnost među vršnjacima, to također povećava rizik od konzumiranja alkohola i droga, povećane seksualne odnose (često nezaštićene), poremećaje prehrane i nasilje.
Općenito, kasniji početak puberteta kod djevojčica daje pozitivne ishode. Pokazuju pozitivno ponašanje u adolescenciji koje se nastavlja do odrasle dobi.

### Razvoj dojki
Prvi fizički znak puberteta kod djevojčica obično je čvrsta, nježna kvržica ispod središta areole jedne ili obje dojke, koja se javlja u prosjeku u dobi od oko 10,5 godina. Ovo se naziva thelarche. Po Tannerovom stupnju puberteta, ovo je druga faza razvoja dojke (prva faza je ravna, predpubertetska dojka). U roku od šest do 12 mjeseci oteklina je jasno počela s obje strane, omekšala je, može se osjetiti i vidjeti kako se proteže izvan rubova areola. Ovo je treća faza razvoja dojke. Do sljedećih 12 mjeseci (faza 4), grudi se približavaju zreloj veličini i obliku, a areole i bradavice tvore sekundarni nasip. Kod većine mladih žena ovaj nasip nestaje u konturi zrele dojke (faza 5), iako postoje toliko razlike u veličinama i oblicima dojki odraslih osoba da se faze 4 i 5 ne mogu uvijek zasebno identificirati.

### Stidne dlake
Stidne dlake često su druga zamjetna promjena u pubertetu, obično u roku od nekoliko mjeseci nakon što počnu rasti grudi. Naziva se pubarche. Stidne dlake obično su vidljive prvo uz usne. Prvih nekoliko dlačica opisano je kao Tanner 2. stupanj. Faza 3 obično se postiže u roku od 6-12 mjeseci, kada su dlake previše brojne da bi se prebrojile, a pojavljuju se i na stidnom brežuljku. Do četvrte faze stidne dlake gusto ispunjavaju "stidni trokut". Faza 5 odnosi se na širenje stidne dlake na bedrima, a ponekad i na trbušnoj dlaci prema gore prema pupku. U oko 15% djevojčica najranije stidne dlake pojavljuju se prije početka razvoja dojki.

### Vagina, maternica, jajnici
Koža međice keratinizira se zbog djelovanja estrogena povećavajući njezinu otpornost na infekcije. Sluznica vagine također se mijenja kao odgovor na povećanje razine estrogena, postaje deblja i ružičaste boje (za razliku od svjetljije boje prije puberteta). Sluznica se mijenja u višeslojnu strukturu s površinskim slojem pločastih stanica. Estrogen povećava sadržaj glikogena u epitelu rodnice, koji u budućnosti igra važnu ulogu u održavanju pH rodnice. Bjelkaste sekrecije (fiziološka leukoreja) normalan su učinak estrogena. U dvije godine nakon thelarchea povećava se veličina maternice, jajnika i folikula u jajnicima. Jajnici obično sadrže male folikularne ciste vidljive ultrazvukom. Prije puberteta, omjer tijela maternice i vrata maternice je 1: 1; koji se povećava na 2: 1 ili 3: 1 nakon završetka puberteta.

### Menstruacija i plodnost
Prvo menstruacijsko krvarenje naziva se menarha i obično se javlja otprilike dvije godine nakon thearchea. Prosječna dob djevojčica u kojoj dobivaju menarhu je 12,5 godina u Sjedinjenim Američkim Državama. Većina američkih djevojaka prvu menstruaciju dobije s 11, 12 ili 13 godina, ali neke je dobiju i prije 11. rođendana dok neke druge nakon 14. rođendana. Zapravo, bilo kada između 8 i 16 je normalna dob za pojavu menarhe. U Kanadi je prosječna dob djevojčica u kojoj dobiju menarhu 12,72 godina, a u Velikoj Britaniji 12,9 godina. Vrijeme između menstruacije nije uvijek redovito u prve dvije godine nakon menarhe. Ovulacija je neophodna za plodnost, ali može i ne mora pratiti najranije mjesečnice. Kod postmenarhalnih djevojčica oko 80 % ciklusa bilo je anovulacijsko u prvoj godini nakon menarhe, 50 % u trećoj godini i 10 % u šestoj godini. Početak ovulacije nakon menarhe nije neizbježan. Veliki udio djevojaka s kontinuiranim nepravilnostima u menstrualnom ciklusu nekoliko godina nakon menarhe i dalje će imati produžene nepravilnosti i anovulaciju te su u većem riziku za smanjenje plodnosti.

## Dječaci u pubertetu
U prošlosti je rani početak puberteta kod dječaka bio povezan s pozitivnim ishodima, poput vodstva u srednjoj školi i uspjeha u odrasloj dobi. Međutim, nedavne studije otkrile su da bi rizici i problemi ranog sazrijevanja kod muškaraca mogli nadmašiti prednosti. 
Rano sazrijevajući dječaci razvijaju ponašanje "agresivnije, krše zakon i zloupotrebljavaju alkohol", što rezultira bijesom prema roditeljima i problemima u školi i s policijom. Rani pubertet također je u korelaciji s povećanom seksualnom aktivnošću i većim brojem tinejdžerskih trudnoća, a oboje može dovesti do depresije i drugih psihosocijalnih problema. Međutim, rani pubertet mogao bi rezultirati i pozitivnim ishodima, kao što su popularnost među vršnjacima, veće samopouzdanje i samopouzdanje, kao rezultat fizičkog razvoja, poput veće visine, razvijenih mišića, mišićavih muških grudi i boljih sportskih sposobnosti.
S druge strane, dječaci koji kasno sazrijevaju razvijaju niže samopouzdanje i vjeru u sebe te općenito imaju manju popularnost među vršnjacima zbog svoje manje razvijene tjelesne građe. Također, imaju problema s anksioznošću i depresijom te se češće plaše seksa od ostalih dječaka.
Kod dječaka pubertet počinje povećanjem testisa i skrotuma. Penis se također povećava u veličini, a dječak razvija stidne dlake. Dječakovi testisi također počinju stvarati spermu. Otpuštanje sjemena, koje sadrži spermu i druge tekućine, naziva se ejakulacija. Tijekom puberteta dječakov uspravni penis postaje sposoban ejakulirati sjeme i impregnirati ženku. Dječakova prva ejakulacija važna je prekretnica u njegovu razvoju. U prosjeku, prva ejakulacija dječaka događa se u dobi od 13 godina. Do ejakulacije ponekad dolazi tijekom sna; ovaj fenomen poznat je kao noćna emisija.

### Veličina testisa
Kod dječaka je povećanje testisa prva fizička manifestacija puberteta (i naziva se gonadarche). Testisi kod dječaka u predpubertetu malo se mijenjaju u veličini od oko jedne godine do početka puberteta, u prosjeku oko 2-3cm u duljinu i oko 1,5–2cm u širinu. Veličina testisa jedan je od parametara Tannerove ljestvice za muške spolne organe. Veličina testisa doseže maksimalnu veličinu odrasle osobe oko 6 godina nakon početka puberteta. Dok je 18–20cm 3 je prosječna veličina odrasle osobe, postoje velike varijacije u veličini testisa u normalnoj populaciji. Nakon što se dječakovi testisi povećavaju i razvijaju otprilike godinu dana, duljina, a zatim i širina osovine penisa će se povećati, a glavice penisa i kavernozna tijela također će se početi povećavati do odraslih.,

### Muška muskulatura i oblik tijela
Do kraja puberteta odrasli muškarci imaju teže kosti i gotovo dvostruko više skeletnih mišića. Neki rast kostiju (npr. Širina ramena i čeljusti) je nerazmjerno veći, što rezultira primjetno različitim muškim i ženskim oblicima kostura. Prosječan odrasli muškarac ima oko 150% mršave tjelesne mase prosječne ženke i oko 50% tjelesne masti.
Ovaj se mišić razvija uglavnom u kasnijim fazama puberteta, a rast mišića može se nastaviti čak i nakon što su dječaci biološki odrasli. Vrhunac takozvanog "naleta snage", stopa rasta mišića, postiže se otprilike godinu dana nakon što mužjak doživi svoju najveću stopu rasta.
Često će se tijekom puberteta razviti masni jastučići muškog tkiva dojke i muških bradavica; ponekad, osobito u jednoj dojci, to postaje izraženije i naziva se ginekomastija. Obično nije trajna pojava.

### Erekcije
Erekcije tijekom spavanja ili buđenja medicinski su poznate kao noćna tunescencija penisa i kolokvijalno se nazivaju jutarnje drvo. Penis se redovito može uspraviti tijekom sna, a muškarci ili dječaci često se probude s erekcijom. Kad dječak dosegne tinejdžerske godine, erekcija se javlja mnogo češće zbog puberteta. Do erekcije može doći spontano u bilo koje doba dana, a ako je odjevena može izazvati ispupčenje ili "grbu". To se može prikriti ili sakriti nošenjem pripijenog donjeg rublja, duge košulje i odjeće u vreći. Erekcije su uobičajene za mušku djecu u predpubertetu i dojenčad, a mogu se pojaviti i prije rođenja. Spontane erekcije poznate su i kao nenamjerne ili neželjene erekcije i normalne su. Takve erekcije mogu biti neugodne ako se dogode u javnosti, poput učionice ili dnevnog boravka.

### Povlačenje prepucija
Tijekom puberteta, ako ne i prije, vrh i otvaranje dječje kožice postaju širi, postupno dopuštajući povlačenje niz osovinu penisa i iza glavice, što bi u konačnici trebalo biti moguće bez boli ili poteškoća. Membrana koja povezuje unutarnju površinu kožice s glavicom raspada se i oslobađa prepuciju kako bi se odvojila od glavice. Kožica tada postupno postaje uvlačiva.
Istraživanje Østera (1968.) otkrilo je da se s početkom i nastavkom puberteta povećao udio dječaka koji su mogli povući kožicu. U dobi od 12 do 13 godina Øster je otkrio da je samo 60% dječaka uspjelo uvući kožicu; to se povećalo na 85% u dobi od 14 do 15 godina, a 95% u dobi od 16 do 17 godina. Također je otkrio da je 1% onih koji se nisu mogli potpuno povući doživjelo fimozu u dobi od 14 do 17 godina, a ostali su to djelomično mogli. Nalazi su potkrijepljeni daljnjim istraživanjem Kayabe i sur. (1996.) na uzorku od preko 600 dječaka a Ishikawa i Kawakita (2004.) otkrili su da je do 15. godine 77% njihovog uzorka dječaka moglo povući kožicu. Beaugé (1997.) izvješćuje da dječaci mogu pomoći razvoju uvučene kožice ručnim istezanjem.
Kad dječak uspije uvući kožicu, higijena penisa trebala bi postati važna značajka njegove rutinske njege tijela. Iako Američka pedijatrijska akademija navodi da postoji "malo dokaza koji potvrđuju povezanost statusa obrezivanja i optimalne higijene penisa" različite studije ukazuju na to da se dječaci educiraju o ulozi higijene, uključujući uvlačenje prepucija tijekom mokrenja i ispiranje pod to i oko glavice pri svakoj prilici za kupanje. Redovito pranje ispod prepucija otkrili su Krueger i Osborn (1986.) kako bi smanjili rizik od brojnih poremećaja penisa međutim Birley i sur. (1993.) izvijestili da se prekomjerno pranje sapunom treba izbjegavati jer isušuje ulja iz tkiva i može uzrokovati nespecifični dermatitis.

### Stidne dlake
Stidne dlake često se pojavljuju na dječaku nedugo nakon što genitalije počnu rasti. Stidne dlake obično su prvo vidljive na leđnoj (trbušnoj) bazi penisa. Prvih nekoliko dlačica opisano je kao faza 2. Faza 3 obično se postiže u roku od 6-12 mjeseci, kada je dlačica previše za brojanje. Do četvrte faze stidne dlake gusto ispunjavaju "stidni trokut". Faza 5 odnosi se na širenje stidne dlake na bedrima i prema gore prema pupku kao dio dlaka na trbuhu u razvoju.

### Dlake na tijelu i licu
U mjesecima i godinama nakon pojave stidne dlake, druga područja kože koja reagiraju na androgene mogu razviti androgenu kosu. Uobičajeni slijed je: dlaka ispod pazuha (aksilarna), perianalna kosa, dlaka gornje usne, čučnjak (preaurikularna) kosa, periareolarna kosa i područje brade. Kao i kod većine ljudskih bioloških procesa, ovaj specifični poredak može varirati među pojedincima. Kosa na rukama, nogama, prsima, trbuhu i leđima postupno postaje teža. Postoji veliki raspon količine dlaka na tijelu među odraslim muškarcima, te značajne razlike u vremenu i količini rasta dlaka među različitim rasnim skupinama. Dlake na licu često su prisutne u kasnoj adolescenciji, ali se mogu pojaviti tek znatno kasnije. Dlake na licu postat će sve grublje, tamnije i gušće još 2-4 godine nakon puberteta. Neki muškarci ne razviju punu dlaku na licu do 10 godina nakon završetka puberteta. Dlake na prsima mogu se pojaviti tijekom puberteta ili nekoliko godina nakon toga, iako ih ne razvijaju svi muškarci.

### Promjena glasa i Adamova jabuka
Pod utjecajem androgena, glasovna kutija ili grkljan raste u oba spola. Taj je rast daleko izraženiji kod dječaka, zbog čega muški glas opada i produbljuje se, ponekad naglo, ali rijetko "preko noći", oko jedne oktave, jer dulji i deblji glas imaju nižu osnovnu frekvenciju. Prije puberteta grkljan dječaka i djevojčica približno je jednak. Povremeno je glasovna promjena popraćena nestabilnošću vokalizacije u ranim fazama neobučenih glasova. Većina glasovnih promjena događa se tijekom 3-4 faze muškog puberteta u vrijeme najvećeg rasta. Visina odrasle osobe postiže se u prosječnoj dobi od 15 godina, iako se glas možda neće potpuno smiriti do ranih dvadesetih godina. Obično prethodi razvoju značajne dlake na licu za nekoliko mjeseci do godina.

## Zajednička obilježja u pubertetu dječaka i djevojčica

### Oblik tijela, raspodjela masti i sastav tijela
Tijekom tog razdoblja, također kao odgovor na porast razine estrogena, donja polovica zdjelice i na taj način kukovi se šire (pružajući veći porođajni kanal). Masno tkivo povećava se u većem postotku u sastavu tijela nego u muškaraca, osobito u tipičnoj ženskoj raspodjeli grudi, bokova, stražnjice, bedara, nadlaktica i pubiska. Progresivne razlike u raspodjeli masti, kao i spolne razlike u lokalnom rastu kostura doprinose tipičnom obliku ženskog tijela do kraja puberteta. U prosjeku, s 10 godina, djevojčice imaju 6% više tjelesne masti od dječaka.

### Miris tijela i akne
Porast razine androgena može promijeniti sastav masnih kiselina znoja , što rezultira tjelesnijim mirisom "odrasle osobe". To često prethodi telarcheu i pubarcheu za jednu ili više godina. Drugi androgeni učinak je povećano lučenje ulja (sebuma) iz kože. Ova promjena povećava osjetljivost na akne, stanje kože koje je karakteristično za pubertet. Akne se jako razlikuju po ozbiljnosti.

### Vizualni i drugi učinci hormonalnih promjena
U djevojčica, estradiol (primarni ženski spolni hormon) uzrokuje zadebljanje usana i usne sluznice, kao i daljnji razvoj vulve. U vulvi i rodnici estradiol uzrokuje zadebljanje (raslojavanje) kože i rast i mioepitelnog sloja i glatkih mišića rodnice. Obično estradiol također uzrokuje izražen rast malih stidnih usana i u manjem stupnju velikih stidnih usana.
Estradiol je također odgovoran za povećanu proizvodnju feomelanina, što rezultira karakterističnom crvenom bojom usana, malih stidnih usana, a ponekad i velikih stidnih usana. Estradiol zajedno s drugim steroidima jajnika također uzrokuje tamniju boju areole.
Testosteron će uzrokovati povećanje klitorisa i vjerojatno ima važne učinke na rast i sazrijevanje vestibularnih lukovica, kavernoznog tijela klitorisa i spužve uretre.
Čini se da i promjene vulve inicirane estradiolom, kao i njegovi izravni učinci utječu na funkcioniranje donjeg urinarnog trakta.

### Dlake ispod pazuha
Rast dlaka započinje ispod pazuha. U početku su one rijetke, a kasnije postaju sve deblje, gušće i tamnije.

### Varijacije
U općenitom smislu, zaključak puberteta je reproduktivna zrelost. Kriteriji za definiranje zaključka mogu se razlikovati u različite svrhe: postizanje sposobnosti reprodukcije, postizanje maksimalne visine odrasle osobe, maksimalne veličine spolnih žlijezda ili razine spolnih hormona u odrasloj dobi. Maksimalna visina odrasle osobe postiže se u prosječnoj dobi od 15 godina za prosječnu djevojčicu i 18 godina za prosječnog dječaka. Potencijalna plodnost (ponekad se naziva i nubilitet) obično prethodi završetku rasta za 1-2 godine u djevojčica i 3-4 godine u dječaka. Faza 5 tipično predstavlja maksimalni rast gonada i razinu hormona za odrasle.

### Doba početka
Definicija početka puberteta može ovisiti o perspektivi (npr. Hormonska naspram tjelesne) i svrsi (uspostavljanje normalnih standarda populacije, klinička njega ranih ili kasnih puberteta, itd.). Uobičajena definicija početka puberteta su fizičke promjene u tijelu osobe. Te su fizičke promjene prvi vidljivi znakovi promjena živčane, hormonske i spolne funkcije.
Dob u kojoj počinje pubertet razlikuje se među pojedincima; pubertet obično počinje u dobi od 10 do 13 godina. Na dob u kojoj počinje pubertet utječu i genetski čimbenici i čimbenici okoliša, poput stanja prehrane i društvenih okolnosti. Primjer društvenih okolnosti je Vandenbergov učinak ; maloljetna ženka koja ima značajnu interakciju s odraslim muškarcima ući će u pubertet ranije od maloljetnih ženki koje nisu društveno pretjerano izložene odraslim muškarcima.
Na prosječnu dob u kojoj počinje pubertet može utjecati i rasa. Na primjer, prosječna starost menarhe u različitim anketiranim populacijama kretala se od 12 do 18 godina. Najraniji prosječni početak puberteta je za afroameričke djevojčice, a najnoviji prosječni za egzistencijalnu populaciju na visokim nadmorskim visinama. Međutim, većina viših dobnih prosjeka više odražava prehrambena ograničenja nego genetske razlike i može se promijeniti u roku od nekoliko generacija uz značajnu promjenu prehrane. Srednja dob menarhe za populaciju može biti indeks udjela pothranjenih djevojaka u populaciji, a širina rasprostranjenosti može odražavati neravnomjernost bogatstva i raspodjele hrane u populaciji.
Znanstvenici su identificirali stariju dob početka puberteta. Međutim, oni su svoje zaključke temeljili na usporedbi podataka iz 1999. s podacima iz 1969. godine. U ranijem primjeru, uzorkovana populacija temeljila se na malom uzorku bijelih djevojaka (200, iz Britanije). Kasnija studija identificirala je pubertet kao 48% afroameričkih djevojčica do devete godine i 12% bijelih djevojčica do te dobi.
Jedan od mogućih uzroka kašnjenja u početku puberteta nakon 14 godina u djevojčica i 15 u dječaka je Kallmannov sindrom, oblik hipogonadotropnog hipogonadizma (HH). Kallmannov sindrom također je povezan s nedostatkom njuha (anosmija). Kallmannov sindrom i drugi oblici HH utječu i na muškarce i na žene. Uzrok je neuspjeh na osi HPG -a u pubertetu što rezultira niskim ili nula razinama gonadotropina (LH i FSH), a posljedica toga je neuspjeh u započinjanju ili završetku puberteta, sekundarni hipogonadizam i neplodnost.
Usporedba dviju jedinki s velikom razlikom u dobi početka puberteta:
Prosječna dob u kojoj nastupa pubertet značajno je opala od 1840 -ih. U svakom desetljeću od 1840. do 1950. zabilježen je pad od četiri mjeseca u prosječnoj dobi menarhe među zapadnoeuropskim ženama. U Norveškoj su djevojčice rođene 1840. imale menarhu u prosječnoj dobi od 17 godina. U Francuskoj je prosjek 1840. bio 15,3 godine. U Engleskoj je prosjek 1840. bio 16,5 godina. U Japanu se pad dogodio kasnije i tada je bio brži: od 1945. do 1975. u Japanu je zabilježen pad od 11 mjeseci po desetljeću.
Studija iz 2006. u Danskoj pokazala je da je pubertet, što dokazuje razvoj dojki, započeo u prosječnoj dobi od 9 godina i 10 mjeseci, godinu dana ranije nego kada je slična studija provedena 1991. godine. Znanstvenici vjeruju da bi ovaj fenomen mogao biti povezan s pretilošću ili izloženošću kemikalijama u prehrambenom lancu, a djevojčice ima veći dugoročni rizik od raka dojke.

### Genetski utjecaj i čimbenici okoliša
Različite studije otkrile su da izravni genetski učinci čine najmanje 46% varijacija vremena puberteta u dobro uhranjenoj populaciji. Genetska povezanost vremena najjača je između majki i kćeri. Specifični geni koji utječu na vrijeme još nisu poznati. Među kandidatima je gen za androgene receptore.
Istraživači su pretpostavili da rani početak puberteta mogu uzrokovati određeni proizvodi za njegu kose koji sadrže estrogen ili posteljicu te određene kemikalije, naime ftalati, koji se koriste u mnogim kozmetičkim proizvodima, igračkama i plastičnim posudama za hranu.
Ako genetski čimbenici čine polovicu varijacije u razdoblju puberteta, čimbenici okoliša također su očito važni. Jedan od prvih uočenih učinaka na okoliš je to što se pubertet kasnije javlja kod djece odgajane na većim nadmorskim visinama. Najvažniji utjecaj na okoliš očito je prehrana, no identificiran je niz drugih, a svi oni utječu na vrijeme ženskog puberteta i menarhe jasnije od muškog puberteta.

### Hormoni i steroidi
Postoji teoretska zabrinutost i dokazi na životinjama da hormoni i kemikalije iz okoliša mogu utjecati na aspekte prenatalnog ili postnatalnog spolnog razvoja kod ljudi. Velike količine nepotpuno metaboliziranih estrogena i progestagena iz farmaceutskih proizvoda izlučuju se u kanalizacijske sustave velikih gradova, a ponekad se mogu otkriti u okolišu. Spolni steroidi ponekad se koriste u stočarstvu, ali su zabranjeni u proizvodnji pilećeg mesa već 40 godina. Iako poljoprivredni zakoni reguliraju uporabu kako bi se smanjila slučajna potrošnja ljudi, u Sjedinjenim Državama se ta pravila uvelike primjenjuju. Značajna izloženost djeteta hormonima ili drugim tvarima koje aktiviraju estrogenske ili androgene receptore mogla bi izazvati neke ili sve promjene u pubertetu.
Teže su uočljive kao utjecaj na pubertet difuznije raspoređene kemikalije iz okoliša poput PCB -a (poliklorirani bifenil), koje mogu vezati i pokrenuti receptore estrogena.
Očitiji stupnjevi djelomičnog puberteta od izravne izloženosti male djece malim, ali značajnim količinama farmaceutskih spolnih steroida od izloženosti kod kuće mogu se otkriti tijekom medicinske procjene za prijevremeni pubertet, ali blagi učinci i druga gore izložena potencijalna izlaganja ne bi.
Bisfenol A (BPA) je kemikalija koja se koristi za izradu plastike, a često se koristi za izradu bočica za bebe, boca za vodu, sportske opreme, medicinskih uređaja te kao premaz u konzervama za hranu i piće. Znanstvenici su zabrinuti zbog učinaka ponašanja BPA na fetuse, dojenčad i djecu pri trenutnim razinama izloženosti jer može utjecati na prostatu, mliječnu žlijezdu i dovesti do ranog puberteta kod djevojčica. BPA oponaša i ometa djelovanje estrogena - važnog regulatora reprodukcije i razvoja. Najveći procijenjeni dnevni unos BPA događa se u dojenčadi i djece. Mnoge plastične bočice za bebe sadrže BPA, a vjerojatnije je da će BPA ispirati iz plastike pri povećanju temperature, kao kada zagrijavate dječju bočicu ili zagrijavate hranu u mikrovalnoj pećnici.

## Utjecaj prehrane, pretilosti i tjelovježbe
Prehrambeni čimbenici najjači su i najočitiji čimbenici okoliša koji utječu na vrijeme puberteta. Djevojke su posebno osjetljive na regulaciju prehrane jer moraju pridonijeti svu nutritivnu podršku rastućem fetusu. Višak kalorija (izvan zahtjeva rasta i aktivnosti) odražava se u količini tjelesne masti, što signalizira mozgu dostupnost resursa za početak puberteta i plodnost.
Mnogi dokazi ukazuju na to da su većinom posljednjih nekoliko stoljeća prehrambene razlike činile većinu varijacija u razdoblju puberteta u različitim populacijama, pa čak i među društvenim klasama u istoj populaciji. Nedavna povećana konzumacija životinjskih bjelančevina u svijetu, druge promjene u prehrani i porast pretilosti u djetinjstvu rezultirale su smanjenjem dobi puberteta, uglavnom u populaciji s višom prethodnom dobi. U mnogim populacijama količina varijacija koje se mogu pripisati prehrani se smanjuje.
Iako je dostupna prehrana (jednostavne kalorije) najvažniji prehrambeni utjecaj na vrijeme puberteta, kvaliteta prehrane također igra važnu ulogu. Niži unos proteina i veći unos prehrambenih vlakana, kao što se događa s tipičnom vegetarijanskom prehranom, povezani su s kasnijim početkom i sporijim napredovanjem ženskog puberteta.
Znanstvenici su povezali ranu pretilost s ranijim početkom puberteta kod djevojčica. Naveli su pretilost kao uzrok razvoja dojki prije devet godina, a menarhe prije dvanaest godina. Rani pubertet kod djevojčica može biti preteča kasnijih zdravstvenih problema.
Također se pokazalo da prosječna razina dnevne tjelesne aktivnosti utječe na vrijeme puberteta, osobito u žena. Visoka razina tjelovježbe, bilo za potrebe sporta ili imidža tijela, bilo za svakodnevne potrebe, smanjuje energetske kalorije dostupne za reprodukciju i usporava pubertet. Učinak vježbanja često je pojačan nižom masom tjelesne masti i kolesterolom.

## Psihičke promjene
Osim tjelesnih promjena, dolazi i do psihičkog sazrijevanja. Taj proces naziva se adolescencija, koja se ne događa potpuno istovremeno s tjelesnim sazrijevanjem, nego obično pubertet završi prije 20. godine, a psihičko sazrijevanje rijetko završi prije 20. godine.

### Fizičke i psihičke bolesti
Kronične bolesti mogu odgoditi pubertet i kod dječaka i kod djevojčica. Najjači učinak imaju oni koji uključuju kroničnu upalu ili ometaju prehranu. U zapadnom svijetu upalne bolesti crijeva i tuberkuloza bile su na glasu po takvom učinku u prošlom stoljeću, dok su u područjima nerazvijenog svijeta kronične infekcije parazitima raširene.
Mentalne bolesti javljaju se u pubertetu. Mozak prolazi kroz značajan razvoj hormona koji mogu pridonijeti poremećajima raspoloženja poput velikog depresivnog poremećaja, bipolarnog poremećaja, distimije i shizofrenije. Djevojke u dobi od 15 do 19 godina čine 40% slučajeva anoreksije nervoze.

### Stres i društveni čimbenici
Neki od najmanje shvaćenih utjecaja okoline na vrijeme puberteta su društveni i psihološki. U usporedbi s učincima genetike, prehrane i općeg zdravlja, društveni utjecaji su mali i mijenjaju vrijeme za nekoliko mjeseci, a ne za godine. Mehanizmi ovih društvenih učinaka nisu poznati, iako su na temelju istraživanja na životinjama predloženi različiti fiziološki procesi, uključujući feromone.
Najvažniji dio psihosocijalnog okruženja djeteta je obitelj, a većina istraživanja društvenog utjecaja istraživala je značajke strukture i funkcije obitelji u odnosu na raniji ili kasniji ženski pubertet. Većina studija izvijestila je da se menarha može pojaviti nekoliko mjeseci ranije kod djevojčica u kućanstvima s visokim stresom, čiji su očevi odsutni tijekom ranog djetinjstva, koji imaju očuha u kući, koji su u djetinjstvu izloženi dugotrajnom seksualnom zlostavljanju, ili koji su usvojeni iz zemlje u razvoju u mladosti. Nasuprot tome, menarha može biti nešto kasnije kada djevojčica odraste u velikoj obitelji s prisutnim biološkim ocem.
Utvrđeno je da su ekstremniji stupnjevi stresa u okolišu, poput ratnog izbjegličkog statusa s prijetnjom za fizički opstanak, povezani s kašnjenjem sazrijevanja, što je posljedica koja može biti pogoršana nedostatkom prehrane.
Većina ovih prijavljenih društvenih učinaka su mali i naše razumijevanje je nepotpuno. Većina tih "učinaka" statistička su udruženja otkrivena epidemiološkim istraživanjima. Statističke asocijacije nisu nužno uzročne, pa se mogu zamisliti razne kovarijable i alternativna objašnjenja. Učinci tako male veličine nikada se ne mogu potvrditi niti opovrgnuti za bilo koje pojedinačno dijete. Nadalje, tumačenja podataka politički su kontroverzna zbog lakoće s kojom se ova vrsta istraživanja može koristiti za političko zagovaranje. Optužbe o pristranosti na temelju političke agende ponekad prate znanstvenu kritiku.
Drugo ograničenje društvenog istraživanja je da se gotovo sve to odnosi na djevojčice, dijelom zato što ženski pubertet zahtijeva veće fiziološke resurse, a dijelom zato što uključuje jedinstveni događaj (menarhu) koji anketno istraživanje o ženskom pubertetu čini mnogo jednostavnijim od muškog. Više pojedinosti nalazi se u članku o menarhi.

## Varijacije slijeda
Slijed događaja u pubertetu može povremeno varirati. Na primjer, u oko 15% dječaka i djevojčica pubarche (prve stidne dlačice) mogu prethoditi gonadarche i thelarche za nekoliko mjeseci. Rijetko se kod nekoliko djevojaka menarha može pojaviti prije drugih znakova puberteta. Ove varijacije zaslužuju medicinsku procjenu jer povremeno mogu signalizirati bolest.

## Neuro-hormonalni proces
Endokrini reproduktivni sustav sastoji se od hipotalamusa, hipofize, spolnih žlijezda i nadbubrežnih žlijezda, uz ulaz i regulaciju mnogih drugih tjelesnih sustava. Istinski pubertet često se naziva "središnji pubertet" jer počinje kao proces središnjeg živčanog sustava. Jednostavan opis hormonskog puberteta je sljedeći:
1. Hipotalamus mozga počinje oslobađati impulse GnRH
2. Stanice u prednjoj hipofizi reagiraju izlučivanjem LH i FSH u cirkulaciju
3. Jajnici ili testisi reagiraju na porast količine LH i FSH rastući i započinjući proizvodnju estradiola i testosterona
4. Porast razine estradiola i testosterona dovodi do tjelesnih promjena u ženskom i muškom pubertetu

Početak ovog neurohormonalnog procesa može prethoditi prvim vidljivim tjelesnim promjenama za 1-2 godine.

### Sastavni dijelovi endokrinog reproduktivnog sustava
Lučna jezgra hipotalamusa pokretač je reproduktivnog sustava. Ima neurone koji stvaraju i oslobađaju impulse GnRH u portalni venski sustav hipofize. Lučna jezgra je zahvaćena i kontrolirana neuronskim ulazom iz drugih područja mozga i hormonskim ulaskom iz spolnih žlijezda, masnog tkiva i brojnih drugih sustava.
Hipofiza reagira na impulsne GnRH signale oslobađanjem LH i FSH u krv opće cirkulacije, također u obliku pulsiranja.
Gonade (testisi i jajnici) reagiraju na porast razine LH i FSH stvaranjem steroidnih spolnih hormona, testosterona i estrogena.
Nadbubrežne žlijezde drugi su izvor steroidnih hormona. Sazrijevanje nadbubrežne žlijezde, nazvano adrenarhe, tipično prethodi gonadarheu u srednjem djetinjstvu.